# Julien Belgy
Julien Belgy (* 6. Mai 1983 in Niort) ist ein ehemaliger französischer Radrennfahrer.

## Sportliche Karriere
Belgy wurde 2001 französischer Juniorenmeister im Cyclocross. In der U23-Klasse gewann er zweimal die Silber- und einmal die Bronzemedaille bei den nationalen Meisterschaften. 2009 wurde er Dritter der Elitemeisterschaft.
Auf der Straße fuhr Belgy mehrere Jahre für Vendée U, dem Farmteam des UCI ProTeams Bouygues Télécom. Ende 2005 fuhr er für das ProTeam als Stagiaire und gewann in dieser Zeit eine Etappe Tour de la Guadeloupe. Nach einer weiteren Zeit als Stagiaire 2006 erhielt er von 2007 bis 2010 einen regulären Vertrag beim ProTeam. Er bestritt den Giro d’Italia 2009 und beendete seine einige Grand Tour-Teilnahme als 151. der Gesamtwertung. 2010 gewann er – wieder für Vendée U das Etappenrennen Tour de Gironde.

## Erfolge
2001
- Französischer Meister – Radcross (Junioren)

2003
- Französische Meisterschaften – Radcross (U23)

2004
- Französische Meisterschaften – Radcross (U23)

2005
- Französische Meisterschaften – Radcross (U23)
- eine Etappe Tour de la Guadeloupe

2008
- Cyclo-Cross International de Lanarvily, Lanarvily

2009
- Französische Meisterschaften – Radcross

2010
- Gesamtwertung Tour de Gironde